# Partido de Patagones
Partido de Patagones är en kommun i Argentina.   Den ligger i provinsen Buenos Aires, i den södra delen av landet, 700 km sydväst om huvudstaden Buenos Aires. Antalet invånare är 27 938.
Omgivningarna runt Partido de Patagones är i huvudsak ett öppet busklandskap. Runt Partido de Patagones är det mycket glesbefolkat, med 2 invånare per kvadratkilometer.